# Уорика
Уорика (англ. Waurika) — город и административный центр округа Джефферсон в штате Оклахома в Соединённых Штатах Америки.
По данным переписи населения США 2020 года, число жителей города составляло 1 тысячу 837 человек.

## История
Первым постоянным белым поселенцем на нынешнем месте города Уорики стал в 1902 году Джеймс Макгроу, который обосновался здесь после переезда из Берлингтона, штат Айова. Первая продажа участков в этом районе состоялась 18 июня 1902 года. На торгах присутствовало около трёх тысяч человек. Статус города был получен в мае 1903 года.

## География
По данным Бюро переписи населения США, общая площадь Уорики составляет 12,5 квадратных миль (32,4 км2), из которых 0,01 квадратных мили (0,03 км2 или 0,08%) приходится на водную поверхность.
Одноимённое озеро находится в 6 милях (10 км) к северо-западу от центра города.